# 抱龙角蟾
抱龙角蟾（学名：Boulenophrys baolongensis）一种分布于中华人民共和国重庆市的两栖动物，隶属于角蟾科布角蟾属。

## 形态特征
抱龙角蟾体型窄长，体长约42毫米。头部扁平，长宽几乎相等。背部基色接近草绿色，有排列不规则的黑褐色斑纹，四肢背面有深浅相间的横纹；腹面以棕褐色为主，微带紫色。蝌蚪尾长约为头体长的2倍以上，体型肥硕而宽厚，吻短。

## 分类
本种最初描述为新种时，划入角蟾属（Megophrys）。2017年，有学者将其归入异角蟾属（Xenophrys）。2021年，有学者将泛角蟾属（Panophrys）提升为有效属，又将本种划入泛角蟾属。然而同年有研究人员指出泛角蟾属（Panophrys）是一个原生动物属 Panophrys Dujardin, 1840的次定同名异物，Boulenophrys 才是这类角蟾的有效属名。故最终本种被归入布角蟾属。